# Giro oceânico

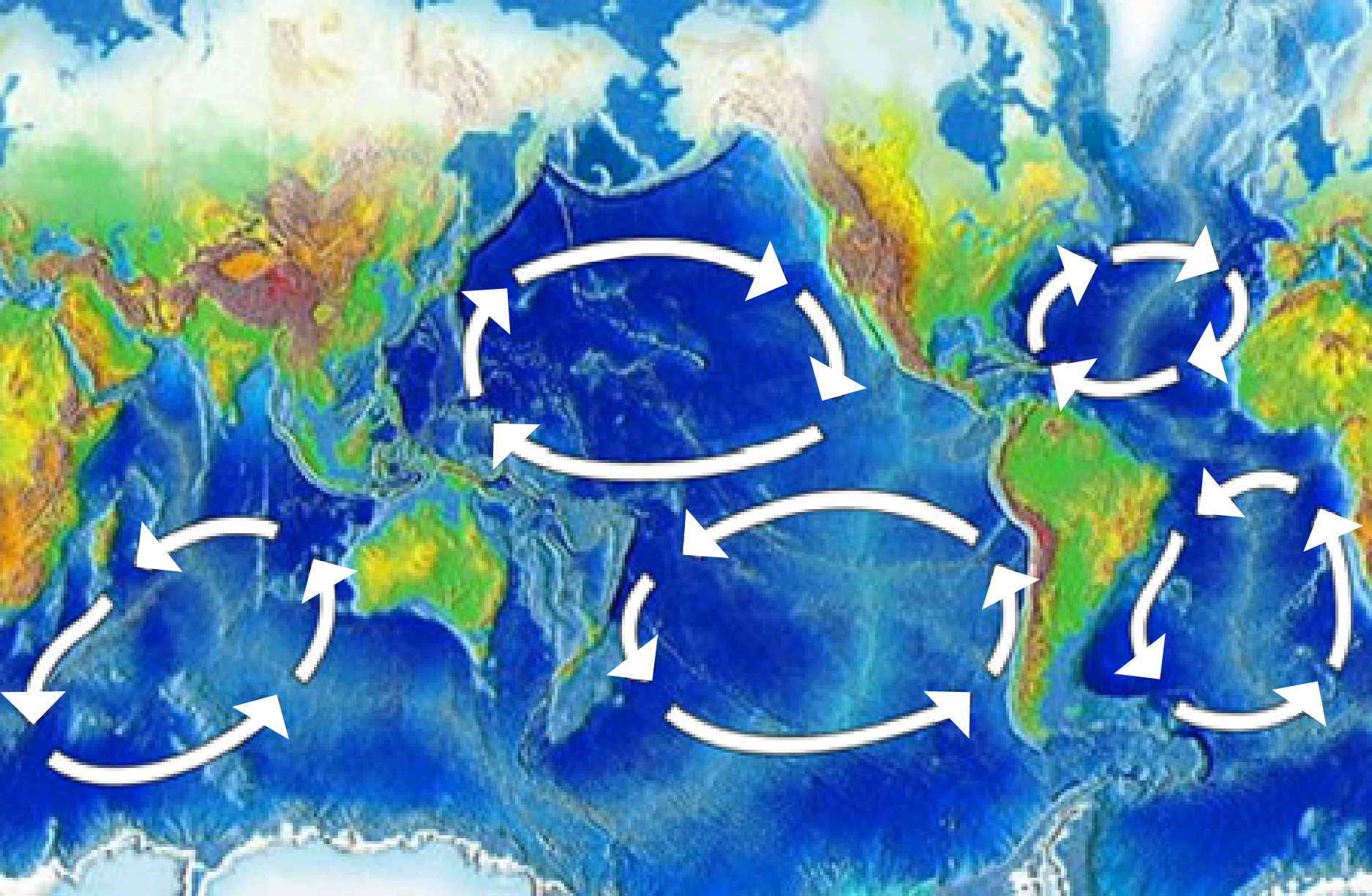
Os cinco maiores giros oceânicos.

Um giro oceânico, ou simplesmente giro, em oceanografia, é qualquer grande sistema de correntes marinhas rotativas, particularmente as que estão relacionadas com os grandes movimentos do vento. Os giros são causados pelo efeito da força de Coriolis; a vorticidade planetária ao longo junto com a frição horizontal e vertical, é o que determina os padrões de circulação do ciclo de vento (torque). O termo giro pode ser usado para referir-se a qualquer tipo de vórtice, tanto no ar como no mar, e inclusive para aqueles produzidos pelo homem, mas é mais comumente usado em oceanografia para referir-se aos maiores sistemas oceânicos.

## Maiores giros
Os seguintes cinco giros são os giros mais notáveis:
- Giro do Atlântico Norte;
- Giro do Atlântico Sul;
- Giro do Oceano Índico;
- Giro do Pacífico Norte
- Giro do Pacífico Sul.

## Outros giros

### Giros tropicais

Todos os maiores giros do mundo.

Os giros tropicais estão menos unificados e tendem a estar mais estendidos de oeste a leste e, em menor medida, de norte a sul.
- sistema de correntes equatoriais do Atlântico (duas correntes com rotação contrária);
- sistema de correntes equatoriais do Pacífico;
- giros monsônicos índicos (duas correntes com rotação contrária no norte do Oceano Índico);[3]

### Giros subtropicais
O centro de um giro subtropical é uma zona de alta pressão. A circulação ao redor da alta pressão é no sentido horário no hemisfério norte e em sentido anti-horário no hemisfério sul, devido a força de Coriolis. A alta pressão no centro é devida aos ventos do oeste no lado norte do giro e aos ventos alísios do leste no lado sul do giro. Isto causa correntes superficiais de friccção até a latitude no centro do giro. A acumulação de água no centro do giro cria um fluxo equatorial no oceano nos 1.000 a 2.000 m superiores, através de dinâmicas mais complexas. Este fluxo equatorial retorna até os polos em uma corrente de limite oeste intensificada.
Essas correentes intensificadas fronteriças são: no giro do Atlântico Norte, a corrente do Golfo; no giro do Pacífico Norte, a corrente Kuroshio; no giro do Atlântico Sul, a corrente do Brasil; no giro do Pacífico Sul, a corrente da Austrália oriental; e no giro do Oceano Índico a corrente das Agulhas.

### Giros subpolares
Os giros subpolares se formam nas latitudes altas (ao redor dos 60°). A circulação do vento e a água é no sentido anti-horário no hemisfério norte, ao redor de áreas de baixas pressões, como as persistentes depressão das Aleutas e a depressão da Islândia. As correntes de superfície se movem geralmente até o exterior desde o centro do sistema. Isto conduz ao transporte de Ekman, que cria um afloramento de água rica em nutrientes em lugares pouco profundos.
A circulação subpolar no hemisfério sul é dominada pela corrente Circumpolar Antártica, devido à ausência de importantes massas de terra que cheguem ao Oceano Antártico. Existem alguns giros menores no mar de Weddell e no mar de Ross, como o giro de Weddell e o giro de Ross que circulam em direção horária.